# Deutsche Betonung altgriechischer Eigennamen
Die deutsche Betonung altgriechischer Eigennamen, aber auch wissenschaftlicher Fachbegriffe aus dem Griechischen, ruft Unsicherheit hervor, da sie meist von der Betonung des altgriechischen Originals abweicht. Sie richtet sich nach der Betonung der lateinischen Transkription.

## Problemstellung
Wir sagen 'Sokrates und nicht griechisch So'krates, Aris'toteles statt Aristo'teles.
Was aus dem Griechischen ins Deutsche übernommen wurde, ist lateinisch geprägt und nach den für das Lateinische geltenden Regeln auszusprechen. Gegen die richtige Aussprache wird häufig verstoßen, zumal dafür Griechisch- und Lateinkenntnisse erforderlich sind.

## Historischer Hintergrund
In der Renaissance sprang Latein in seiner Vermittlerfunktion zu den modernen Sprachen dem Griechischen bei und bot eine eindeutige Orientierung an.
Die Humanisten der Renaissance kommunizierten in Latein, Griechisch war für sie nurmehr ein Objekt der Untersuchung und der Nachahmung. Sie benutzten für die griechischen Eigennamen die Betonung der lateinischen Übertragung, die dann auch im Deutschen üblich wurde, und bei dieser deutsch-lateinischen Betonung ist es bis heute geblieben.

## Regeln
Für die Betonung der griechischen Namen wird die lateinische Pänultimaregel angewandt, die keine Ausnahmen zulässt und Sicherheit für eine korrekte Betonung bietet. Zweisilbige Namen werden konsequent auf der ersten Silbe betont, Beispiel: die Hetäre Λαΐς = Lā'ïs – beachte das Trema – wird lateinisch-deutsch zu 'La-ïs. Für Namen ab drei Silben ist die Länge der vorletzten Silbe entscheidend. Ist sie lang, wird sie betont, ist sie kurz, wird die drittletzte betont. Die Länge der vorletzten Silbe lässt sich eindeutig bestimmen, siehe dazu die lateinischen Hauptregeln der Betonung.

## Beispiele
- Homer: altgriechisch Ὅμηρος = Hó-mē-ros, griechische Betonung auf der ersten Silbe, gekennzeichnet durch den Akzent (Ὅ/Hó); das Makron über dem ē (= η) zeigt in der Transkription einen langen Vokal, somit eine lange Silbe an. Letzteres ist entscheidend für die lateinische Betonung. Nach der Pänultimaregel ist die vorletzte Silbe (μη/mē) lang und wird deshalb  – jetzt unabhängig vom Griechischen –  betont, somit lateinisch Ho'mē-rus; also nach Abfall der Endsilbe -us auch auf Deutsch: Ho'mēr. Vergleiche zum Unterschied das englische 'Ho-mer, dessen Betonung das griechische Original übernimmt.
- Aristoteles: altgriechisch Ἀριστοτέλης = Aristo-té-lēs, Betonung der vorletzten Silbe mit Akzent (τέ/té); deutsch-lateinisch Aris'to-te-les, da die vorletzte Silbe (τέ/te) kurz ist und somit die drittletzte (to) zu betonen ist.
- Peloponnes: altgriechisch Πελοπόννησος = Pelo-pón-nē-sos; lateinisch Pelopon'ne-sos, da vorletzte Silbe (νη/nē) lang; also nach Abfall der Endsilbe (os) auch deutsch Pelopon'nes.